# Kamil Włodyka
Kamil Włodyka (ur. 11 października 1994 w Jaworznie) – polski piłkarz grający na pozycji pomocnika w  Zawiszy Bydgoszcz.

## Statystyki kariery
aktualne na koniec sezonu 2016/17
| Klub                  | Sezon              | Liga               | Liga  | Liga   | Puchar Polski | Puchar Polski | Europa | Europa | Suma  | Suma   |
| Klub                  | Sezon              | Liga               | Mecze | Bramki | Mecze         | Bramki        | Mecze  | Bramki | Mecze | Bramki |
| --------------------- | ------------------ | ------------------ | ----- | ------ | ------------- | ------------- | ------ | ------ | ----- | ------ |
| Ruch Chorzów          | 2012/13            | Ekstraklasa        | 5     | 0      | 0             | 0             | 0      | 0      | 5     | 0      |
| Ruch Chorzów          | 2013/14            | Ekstraklasa        | 28    | 0      | 1             | 1             | –      | –      | 29    | 1      |
| Ruch Chorzów          | 2014/15 (j)        | Ekstraklasa        | 3     | 0      | 0             | 0             | 3      | 0      | 6     | 0      |
| Ruch Chorzów          | Ogólnie            | Ogólnie            | 36    | 0      | 1             | 1             | 3      | 0      | 40    | 1      |
| Termalica (wyp.)      | 2014/15 (w)        | I liga             | 4     | 1      | –             | –             | –      | –      | 4     | 1      |
| Termalica (wyp.)      | Ogólnie            | Ogólnie            | 4     | 1      | 0             | 0             | 0      | 0      | 4     | 1      |
| Ruch Chorzów          | 2015/16            | Ekstraklasa        | 1     | 0      | 0             | 0             | –      | –      | 1     | 0      |
| Ruch Chorzów          | Ogólnie            | Ogólnie            | 1     | 0      | 0             | 0             | 0      | 0      | 1     | 0      |
| MKS Trzebinia-Siersza | 2016/17 (j)        | III liga           | 12    | 3      | –             | –             | –      | –      | 12    | 3      |
| MKS Trzebinia-Siersza | Ogólnie            | Ogólnie            | 12    | 3      | 0             | 0             | 0      | 0      | 12    | 3      |
| Polonia Bytom         | 2016/17 (w)        | II liga            | 13    | 3      | –             | –             | –      | –      | 13    | 3      |
| Polonia Bytom         | Ogólnie            | Ogólnie            | 13    | 3      | 0             | 0             | 0      | 0      | 13    | 3      |
| Ogólnie w karierze    | Ogólnie w karierze | Ogólnie w karierze | 66    | 7      | 1             | 1             | 3      | 0      | 70    | 8      |